# Stumpffia
Genre
Stumpffia est un genre d'amphibiens de la famille des Microhylidae.

## Répartition
Les 16 espèces de ce genre sont endémiques de Madagascar.

## Liste des espèces
Selon Amphibian Species of the World (4 mars 2015) :
- Stumpffia analamaina Klages, Glaw, Köhler, Müller, Hipsley & Vences, 2013
- Stumpffia be Köhler, Vences, D'Cruze & Glaw, 2010
- Stumpffia gimmeli Glaw & Vences, 1992
- Stumpffia grandis Guibé, 1974
- Stumpffia hara Köhler, Vences, D'Cruze & Glaw, 2010
- Stumpffia helenae Vallan, 2000
- Stumpffia kibomena Glaw, Vallan, Andreone, Edmonds, Dolch & Vences, 2015
- Stumpffia madagascariensis Mocquard, 1895
- Stumpffia megsoni Köhler, Vences, D'Cruze & Glaw, 2010
- Stumpffia miery Ndriantsoa, Riemann, Vences, Klages, Raminosoa, Rödel & Glos, 2013
- Stumpffia psologlossa Boettger, 1881
- Stumpffia pygmaea Vences & Glaw, 1991
- Stumpffia roseifemoralis Guibé, 1974
- Stumpffia staffordi Köhler, Vences, D'Cruze & Glaw, 2010
- Stumpffia tetradactyla Vences & Glaw, 1991
- Stumpffia tridactyla Guibé, 1975

## Étymologie
Ce genre est nommé en l'honneur d'Antonio Stumpff.

## Publication originale
- Boettger, 1881 : Diagnoses reptilium et batrachiorum novorum ab ill. Antonio Stumpff in insula Nossi-Bé Madagascariensi lectorum. Zoologischer Anzeiger, vol. 4, p. 358-362 (texte intégral).